# Harry Pillsbury

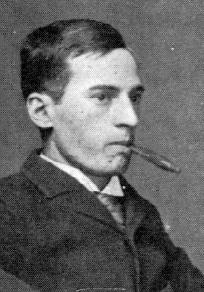
Harry Pillsbury

Harry Nelson Pillsbury (Somerville (Massachusetts), 5 december 1872 - Philadelphia (Pennsylvania), 25 juni 1906) was een Amerikaans schaker. Hij was ook een gezien schaakjournalist. In 1895 deed hij mee met het beroemde toernooi te Hastings en eindigde als nummer één, voor Emanuel Lasker, Siegbert Tarrasch en Wilhelm Steinitz. Pillsbury was tevens een begenadigd blindschaker en deed vaak mee aan blindschaaktoernooien. Hij overleed op 33-jarige leeftijd aan de gevolgen van Syfilis.
| 8 | rd                                      |    | bd | qd |    | rd | kd |    |
| 7 | pd                                      | pd | pd |    | nd | pd | pd | pd |
| 6 |                                         |    |    | pd |    | nd |    |    |
| 5 |                                         | bl |    |    | pd |    | bl |    |
| 4 |                                         | bd |    |    | pl |    |    |    |
| 3 |                                         |    | nl | pl |    | nl |    |    |
| 2 | pl                                      | pl | pl |    |    | pl | pl | pl |
| 1 | rl                                      |    |    | ql |    | rl | kl |    |
|   | a                                       | b  | c  | d  | e  | f  | g  | h  |
|   | Pillsburyvariant in het Vierpaardenspel |    |    |    |    |    |    |    |

Harry Pillsbury heeft ons een paar varianten nagelaten, onder andere in de schaakopening Koningspion; in het bekende vierpaardenspel luidt de Pillsbury-variant:
1.e4 e5 2.Pf3 Pc6 3.Pc3 Pf6 4.Lb5 Lb4 5.0-0 0-0 6.d3 d6 7.Lg5 Pe7.